# Rue Salzmann (Strasbourg)
Pour les articles homonymes, voir Rue Salzmann.
La rue Salzmann (en alsacien : Salzmann Gass) est une voie de Strasbourg, rattachée administrativement au Quartier Gare - Kléber, qui va du no 8 de la place Saint-Thomas au no 124 de la Grand'Rue. La rue des Hannetons y débouche depuis l'ouest.
Proche de l'église Saint-Thomas, la rue Salzmann se trouve au cœur du quartier historique protestant : de grands noms de la Réforme (Martin Bucer, Jean Sturm, Jean Calvin) y  séjournèrent, le chapitre de Saint-Thomas y gère toujours plusieurs maisons et institutions (foyer Jean-Sturm, villa Wilhelmitana).

## Toponymie

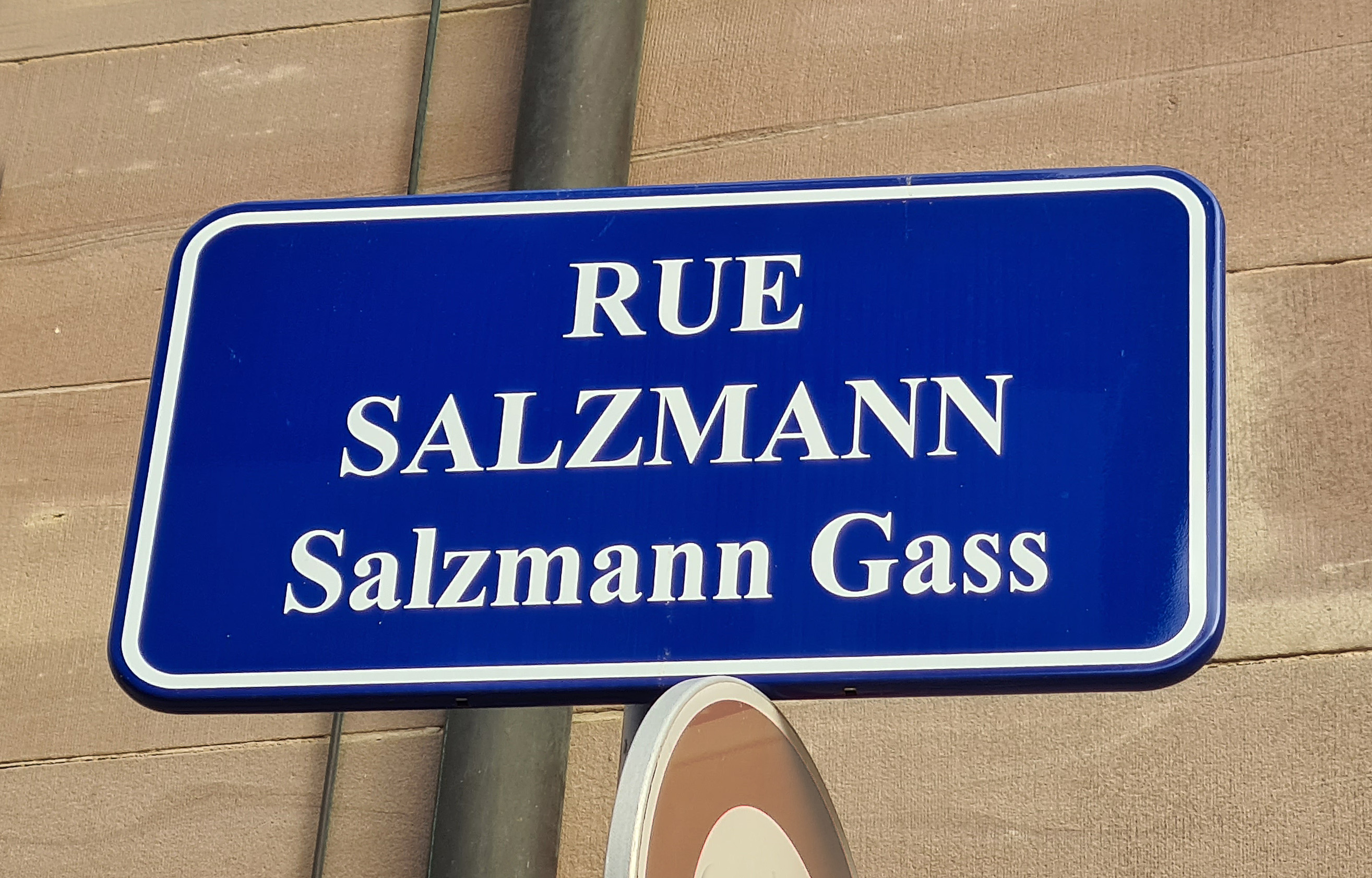
Plaque bilingue, en français et en alsacien.

Au fil des siècles, les dénominations se sont succédé, en latin, en allemand ou en français : Vicus qui dicitur zu dem Rosse (1277), Rossegasse (1339), Rossegasse die man Fabergasse nennt (1466), Dr Salzmanngasse (1646), Rossgasse oder Salzmanngasse (1673), rue du Sel (1750), rue Marc Ancogne (1794), rue de l'Homme à sel (1798), rue de Salzmann, Salzmanns-Gasse (1817), rue de l'Homme de sel (1833), rue Salzmann (1858, 1918), Salzmanngasse (1872, 1940) et, à nouveau, rue Salzmann depuis 1945. 

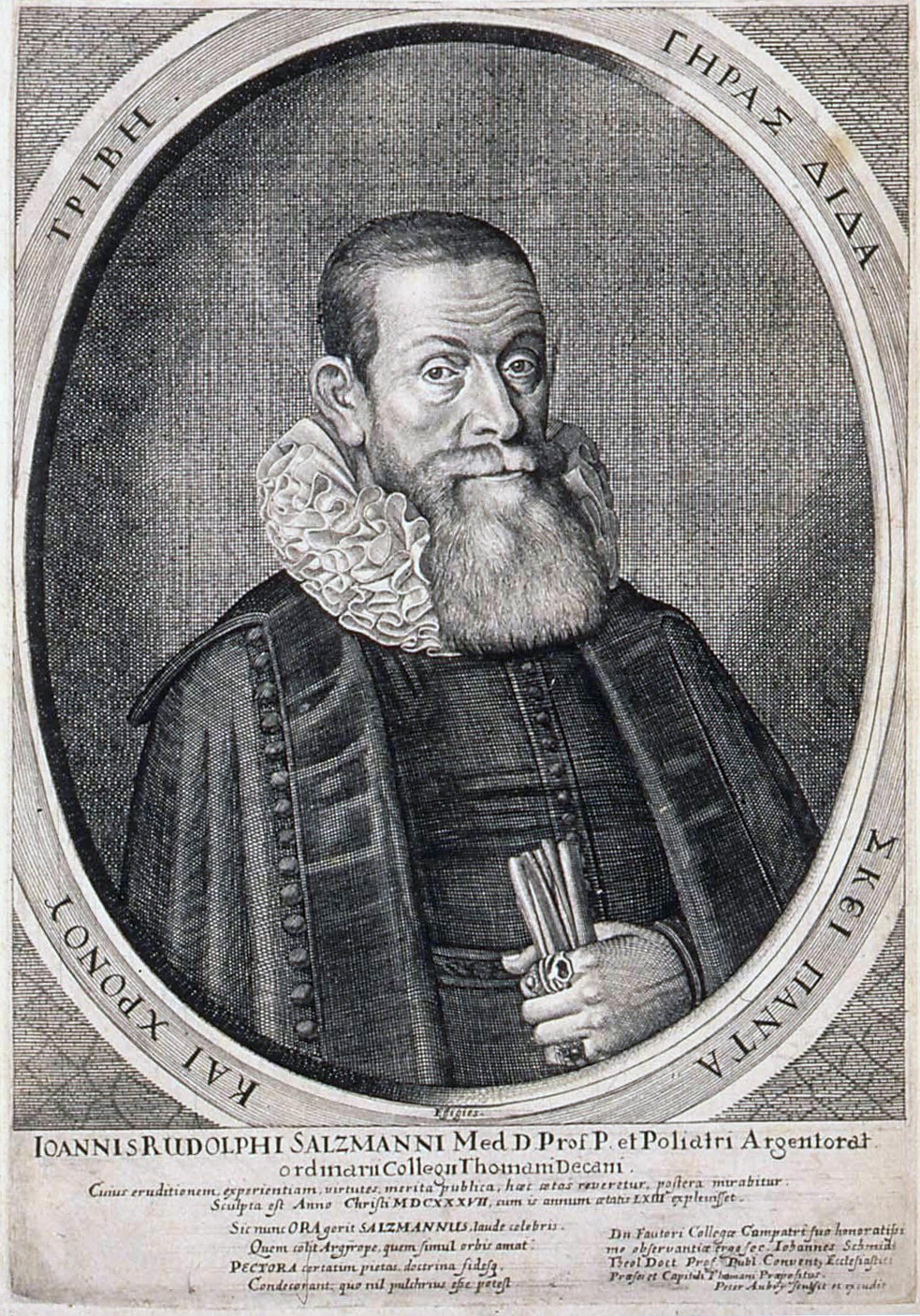
Le professeur Salzmann (1637).

L'appellation fait d'abord référence à une maison, Zu dem Rosse (« Au Cheval »), attestée au XIIIe siècle, et qui se trouvait sur l'emplacement de l'actuel no 5. Au XVIIe siècle, la rue prend le nom de Salzmann (ou Dr Salzmann), en hommage à une grande famille strasbourgeoise, d'où sont issus plusieurs médecins, dont Jean-Rodolphe Salzmann (1574-1656) et son fils, tous deux professeurs de médecine et chanoines, qui acquièrent une maison dans cette rue.
Saltzmannsgasse est souvent traduit en « rue de l'Homme de Sel » au début du XVIIIe siècle. L'orthographe habituelle Saltzmann est normalisée après 1870 en Salzmann et conservée depuis 1918.
Des plaques de rues bilingues, à la fois en français et en alsacien, ont été mises en place par la municipalité à partir de 1995. C'est le cas de la Salzmann Gass.

## Bâtiments remarquables

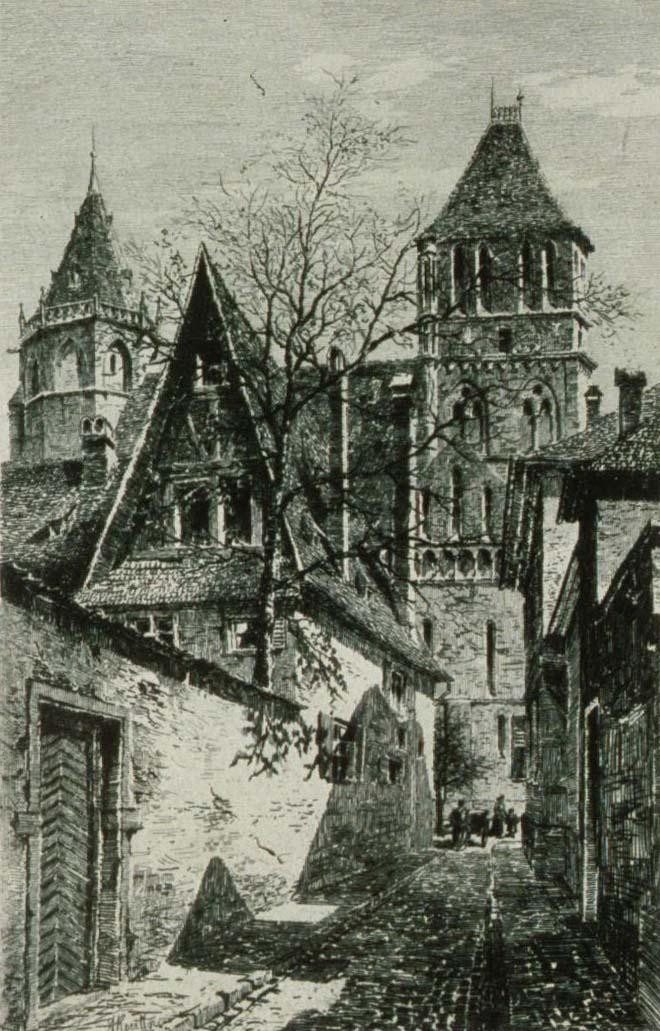
La rue Salzmann vers la place (Albert Koerttgé, 1898).

no 2
Au sud, la rue Salzmann s'ouvre sur la place Saint-Thomas, avant de se prolonger par la rue Martin-Luther qui rejoint l'Ill au pont Saint-Thomas. Cette place qui longe la façade nord de l'église est mentionnée dès le XIIIe siècle, mais les anciens hôtels des chanoines ont disparu.
Dans la rue, à l'angle de la place, se  trouvait un hôtel particulier, portant dès le XIVe siècle le nom Zum Hahnekrote (« À la Crête de Coq »), en référence à un coq de pierre situé sur le toit. Plusieurs personnalités y ont logé tour à tour : Jacques Twinger de Koenigshoffen, Wilhelm Daniel Joseph Koch, Jérémie-Jacques Oberlin, Jean Schweighaeuser ou Jean Hermann.

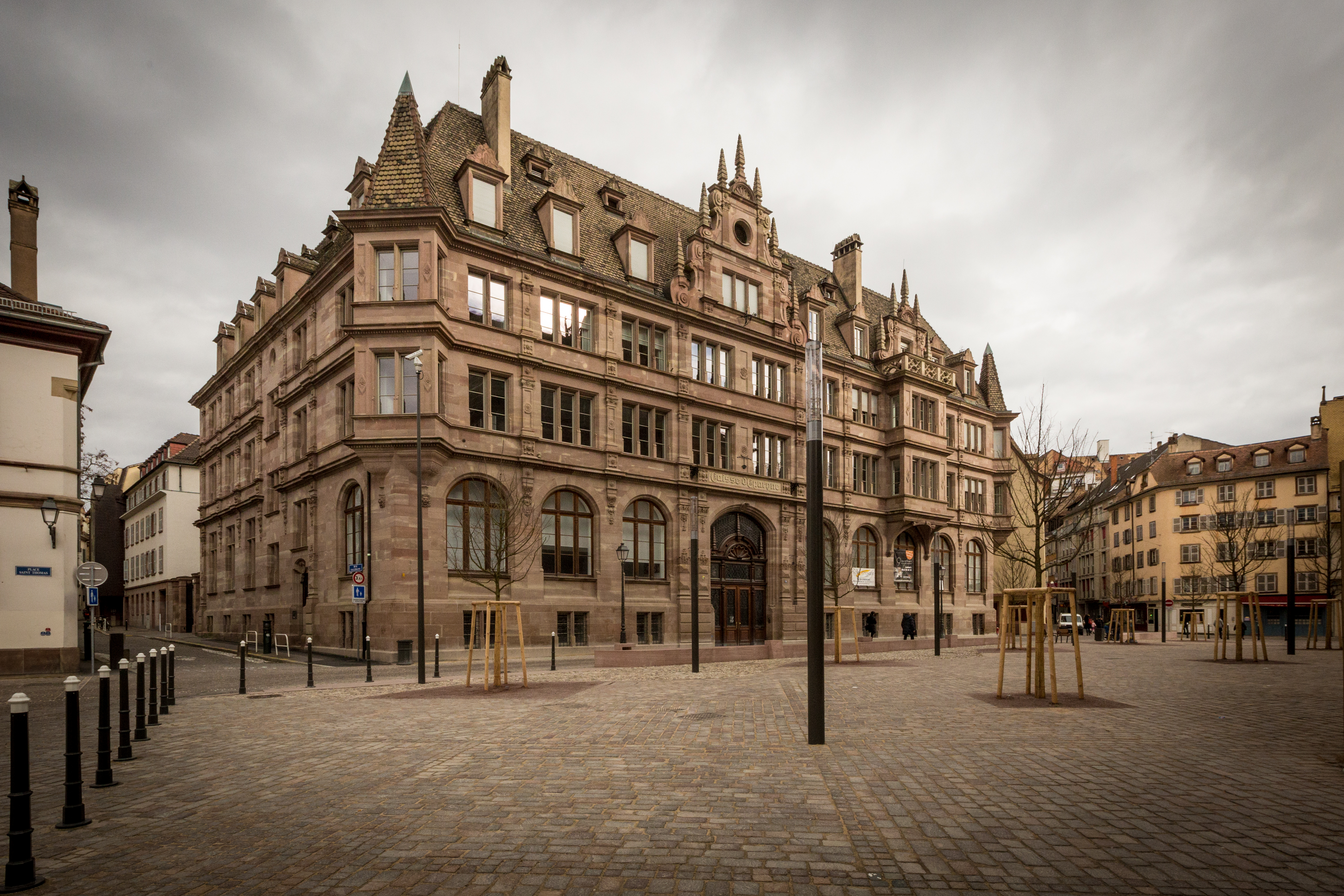
La rue Salzmann débouchant sur la place, à l'angle de l'ancienne Caisse d'épargne (2014).

L'hôtel est démoli pour permettre la construction, en 1901-1903, d'un immeuble de style néo-Renaissance conçu par Émile Salomon et son fils Henri, dont la façade principale fait face à l'église.
Siège de la Caisse d'épargne jusqu'en 2005, l'immeuble a été réaménagé en appartements de standing.

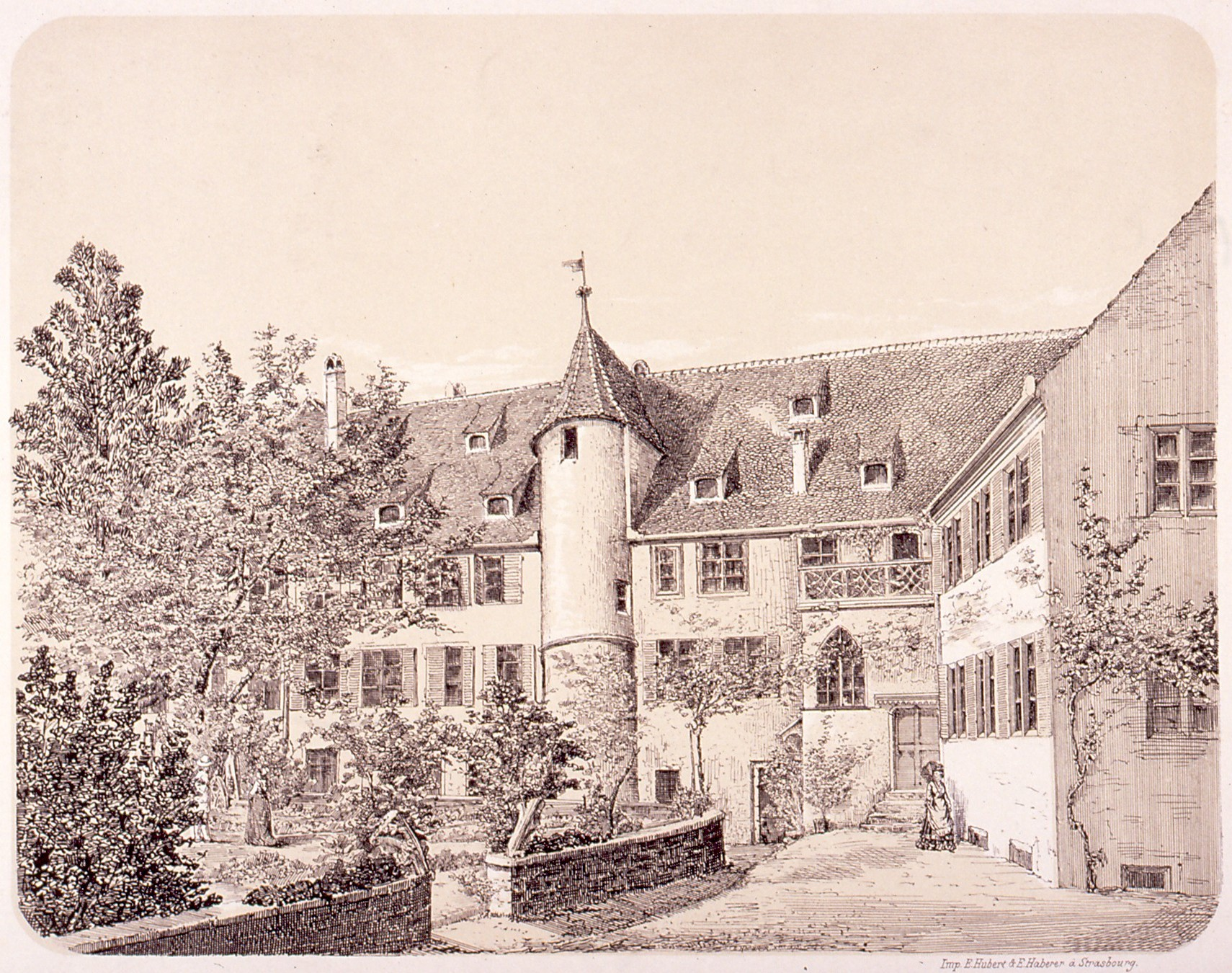
La maison du XVIe siècle où vécut Jean Sturm (gravure de 1850).

no 2a
Sur cet emplacement, compris entre les actuelles rue Salzmann et rue des Cordonniers, une maison appartenant au chapitre de Saint-Thomas, reconstruite en 1503, a été habitée de 1555 à 1589 par Jean Sturm, alors recteur de l'académie de Strasbourg. Il y reçoit Calvin en 1556.
L'édifice, qui ne faisait pas l'objet d'une protection par les Monuments historiques, est démoli en 1962 malgré les protestations, mais des éléments anciens sont réemployés dans la nouvelle construction : le millésime de 1503 sur le revers d'une porte,  un relief du voile de Véronique sous une accolade, avec l'inscription : « Sois saluée, face du très pieux Jésus » et « Celui qui fait de la vertu la compagne de sa vie aura la gloire comme compagne de sa mort ». Des consoles sculptées se trouvent dans la galerie et, dans le vestibule donnant sur la rue des Cordonniers, une pierre commémore Jacques de Richshofen avec ses armoiries datées de 1503.
Le nouveau bâtiment, construit par Jean Sorg pour le compte de la Fondation Saint-Thomas, abrite désormais le foyer étudiant Jean-Sturm.
no 3 (ancien no 6)

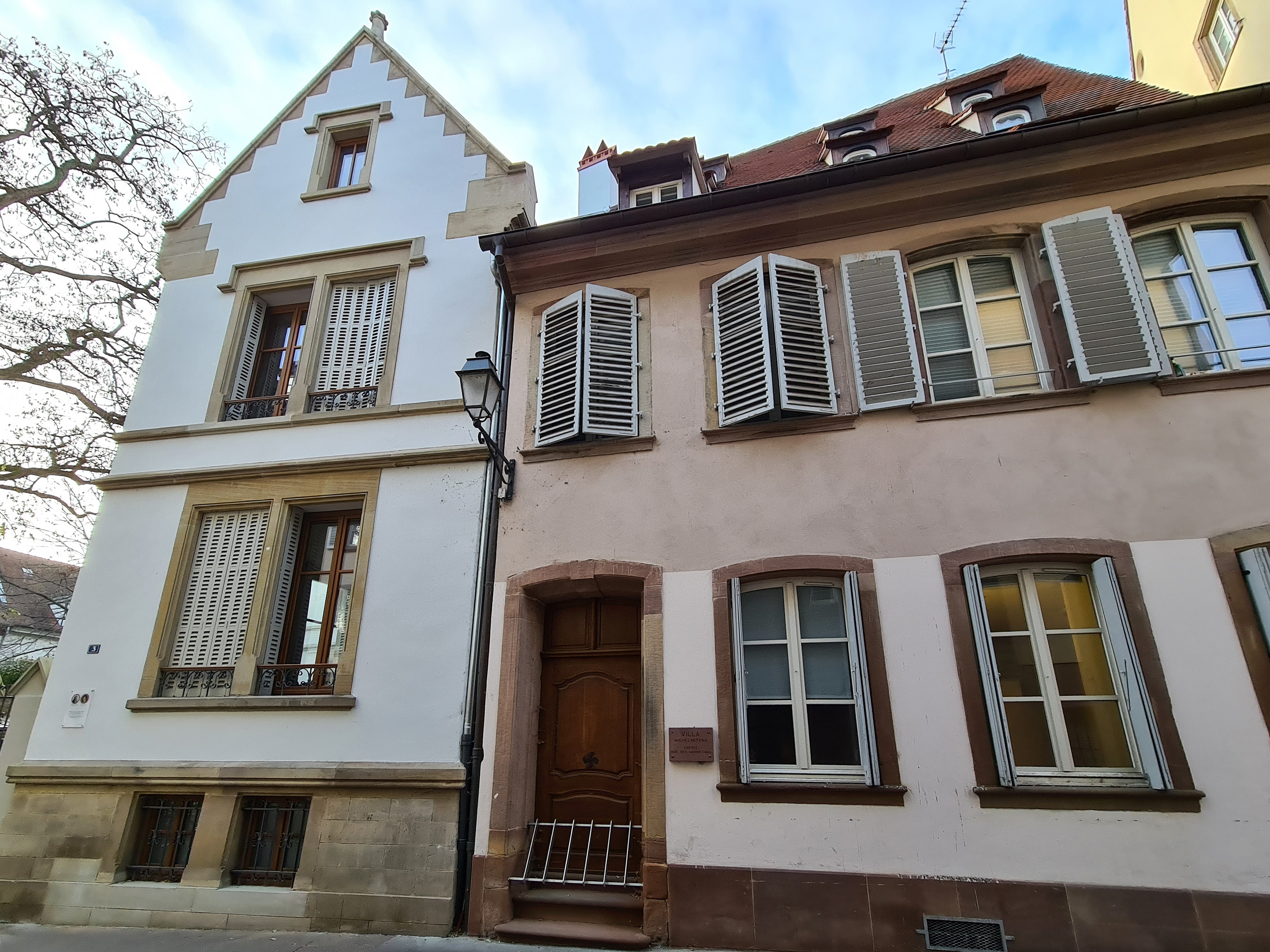
nos 3 et 5 (villa Wilhelmitana).

Pour l'ancienne maison, reconstruite en 1883, un titre de 1536 atteste la présence de Martin Bucer (venerabilis vir, dominus Martinus Butzerus, verbi divini buccinator, ac ecclesiae collegiatae S. Thomae parochianus). En 2019 une plaque commémorative (voir ci-contre) est apposée sur l'édifice où Martin Bucer hébergea Jean Calvin avant son mariage avec Idelette de Bure.
no 5 (ancien no 7)Reconstruite au XVIIIe siècle à l'angle de la rue des Hannetons, la maison a été habitée en 1789 par le pasteur Jean-Georges Stuber, puis en 1795 par l'écrivain autrichien Johann Rautenstrauch, auteur d'un poème à la gloire de Strasbourg, Das beglückte Straßburg.
Elle abrite désormais la villa Wilhelmitana, un foyer d'étudiants rattaché au Stift. La Wilhelmitana est une ancienne corporation d'étudiants en théologie protestante fondée en 1855. Elle tient son nom du couvent Saint-Guillaume, où se trouvait le Collegium Wilhelmitanum, détruit en 1860 par un incendie.
no 6 (ancien no 2)

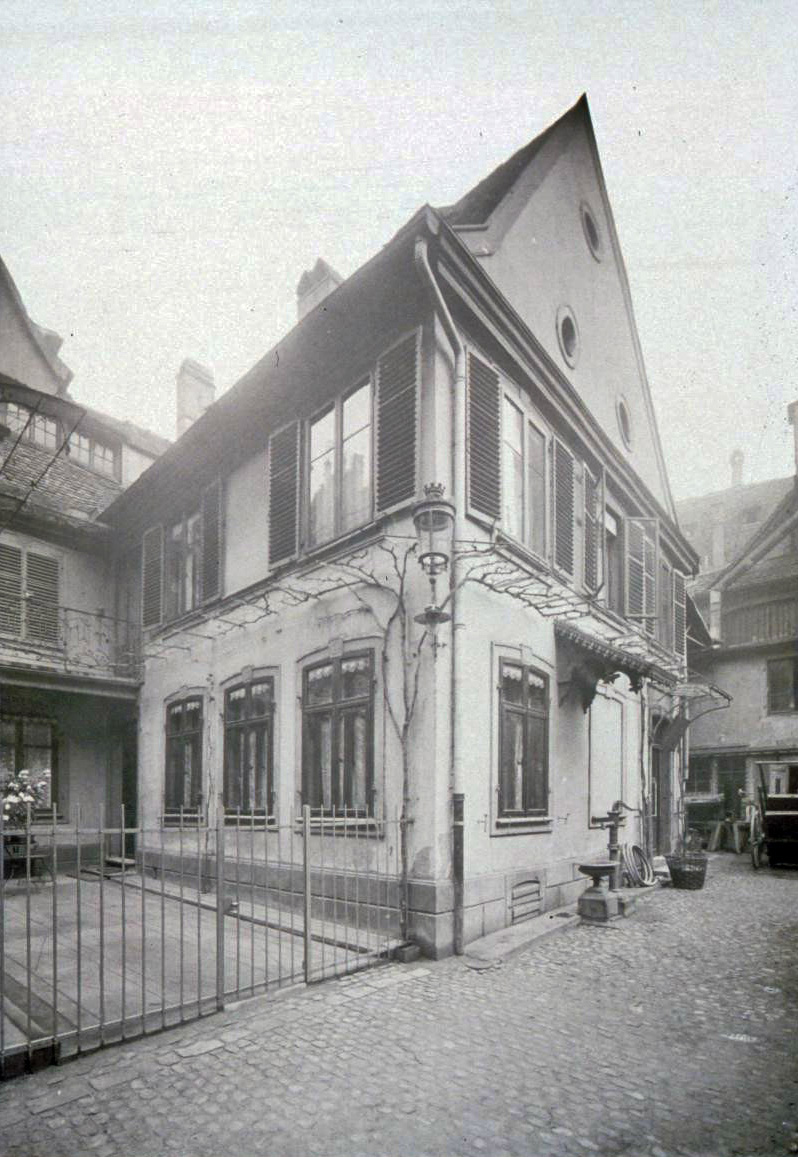
Bâtiment principal du no 6 vu depuis la cour (début du XXe siècle).

Au XIVe siècle le no 6 fait partie de l'hôtel des Barpfennig (no 126 de la Grand-Rue). En 1688, le chapitre de Saint-Thomas vend la maison à un médecin, puis à Balthasar Frédéric Saltzmann, docteur en théologie et diacre du Temple Neuf. Un notaire y ouvre son étude en 1764.
En 1932 l'architecte Jean Sorg aménage un garage et rouvre une porte sur la cour. Le 25 septembre 1944 un bombardement aérien endommage les bâtiments avant et détruit le bâtiment arrière. En 1948 Jean Sorg fait reconstruire le bâtiment nord.
no 7 (ancien no 8)À l'autre angle de la rue des Hannetons, cet édifice reconstruit au XVIIIe siècle est remarquable par son portail. En 1521, la première maison est habitée par le chevalier Euchaire Bock d'Erlenbourg, puis par les frères Engelmann, drapiers. En 1745, elle est transformée en hôtellerie par un traiteur français qui lui donne l'enseigne « Au Louvre ». Johann Gottfried von Herder y est hébergé en 1770.

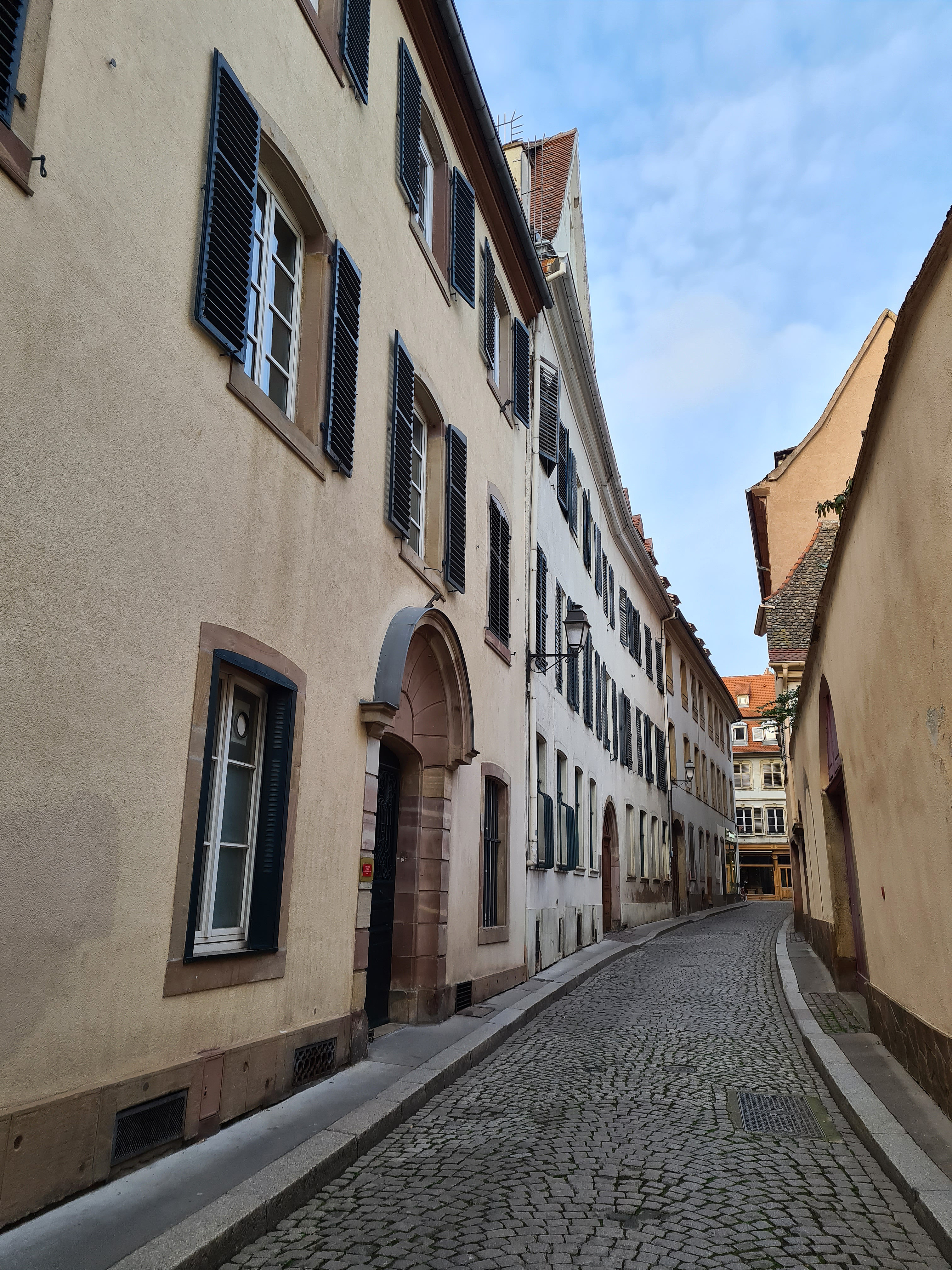
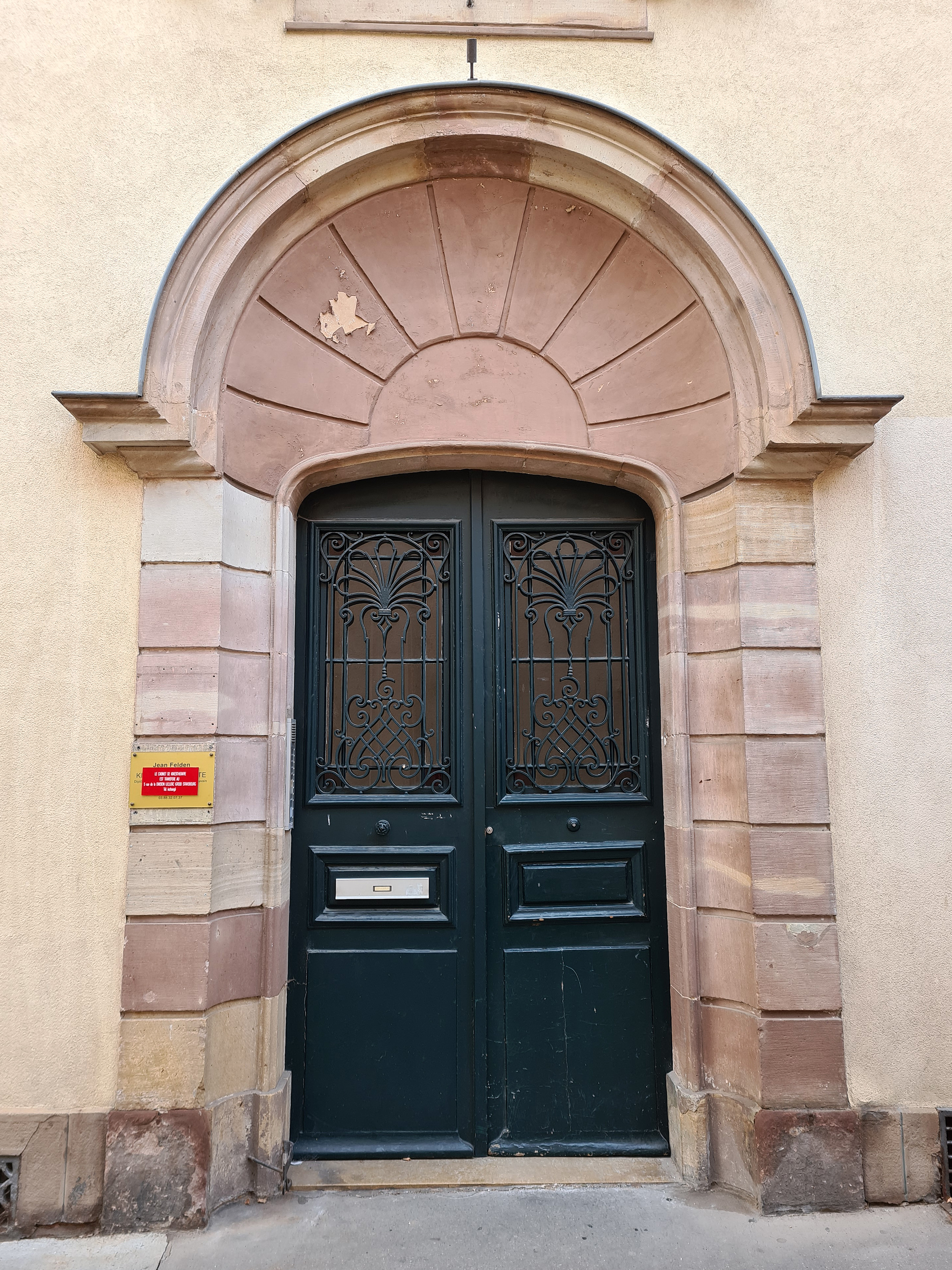
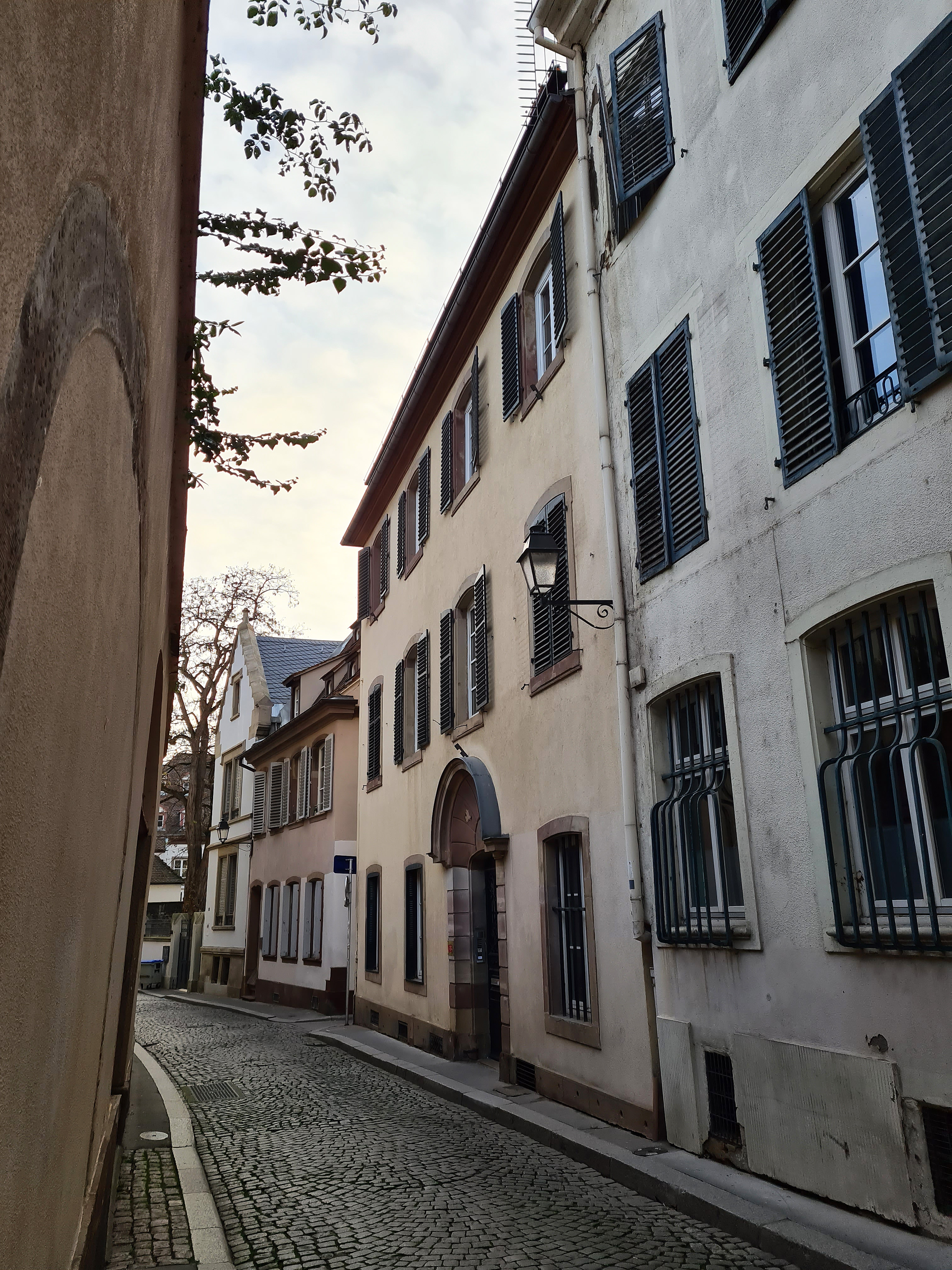

no 9 (ancien no 9)Du XIVe au XVIe siècle la maison portant l'enseigne Zum Holderstock (« Au Sureau ») appartient à différents personnages de la noblesse et du patriciat. Au cours du XVIIe siècle elle est la propriété de Georges Wurmser de Schaeffolsheim, du baron Jean Frédéric de Wangen de Geroldseck et du baron Jean-Frédéric d'Elsenheim. En 1710 elle est acquise par le négociant Jean Saltzmann, membre du Grand Sénat. C'est là que naît son fils, Jean-Daniel Saltzmann, ami et mentor de Goethe. En 1789 Jean-Louis Herrenschneider vit également dans cette demeure.
La maison est composée d’un bâtiment avant et d'un bâtiment latéral à pignon, avec une tour à l'angle sud-est. En 1680, elle comprend notamment une cave pour 70 foudres de vin, une écurie pour six chevaux, trois caveaux superposés et une salle de bain. Le marchand qui l'achète en 1777 y fait poser des croisées la même année et transformer la façade en 1783. Le pilier droit du portail Renaissance est réparé en 1904.

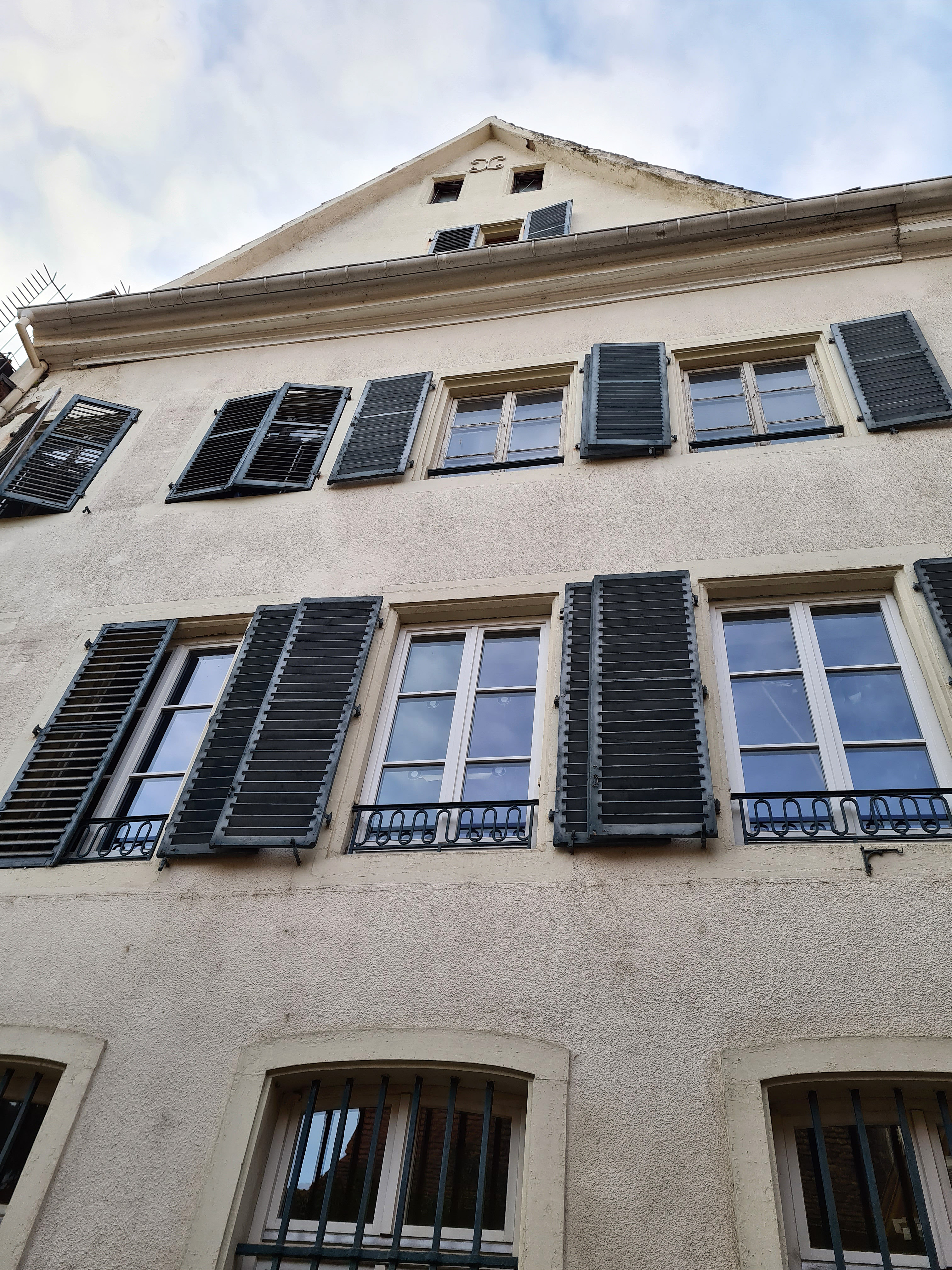
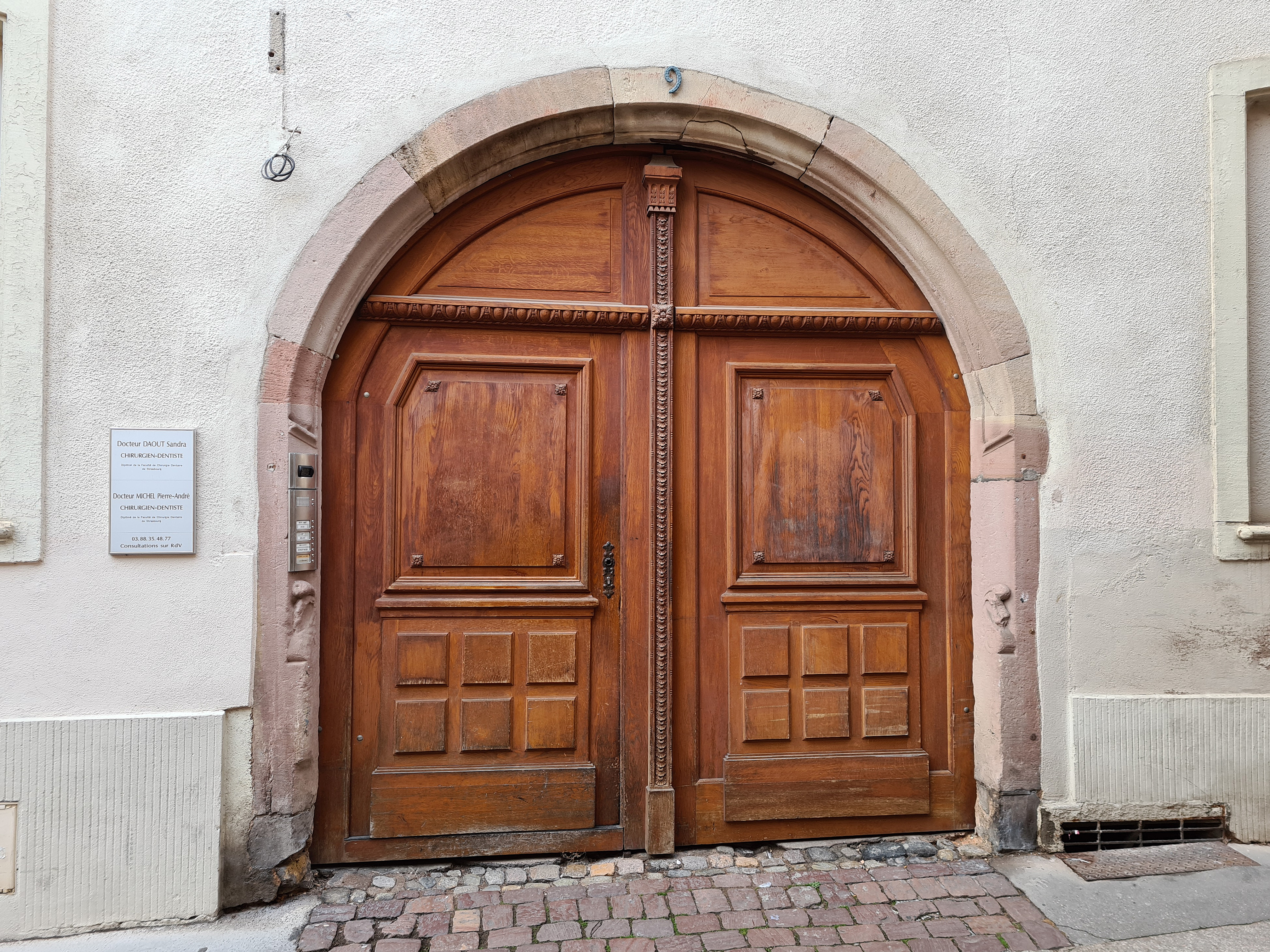